# La Haie-Fouassière
La Haie-Fouassière település Franciaországban, Loire-Atlantique megyében. Lakosainak száma 4734 fő (2022. január 1.). La Haie-Fouassière La Chapelle-Heulin, Haute-Goulaine, Maisdon-sur-Sèvre, Le Pallet, Saint-Fiacre-sur-Maine és Vertou községekkel határos.

## Népesség
A település népességének változása:
| Lakosok száma | 1919 | 2674 | 2911 | 4065 | 4455 | 4563 | 4659 | 4691 | 4694 | 4734 |
|               | 1968 | 1982 | 1990 | 2006 | 2013 | 2015 | 2017 | 2019 | 2020 | 2022 |